# 滷

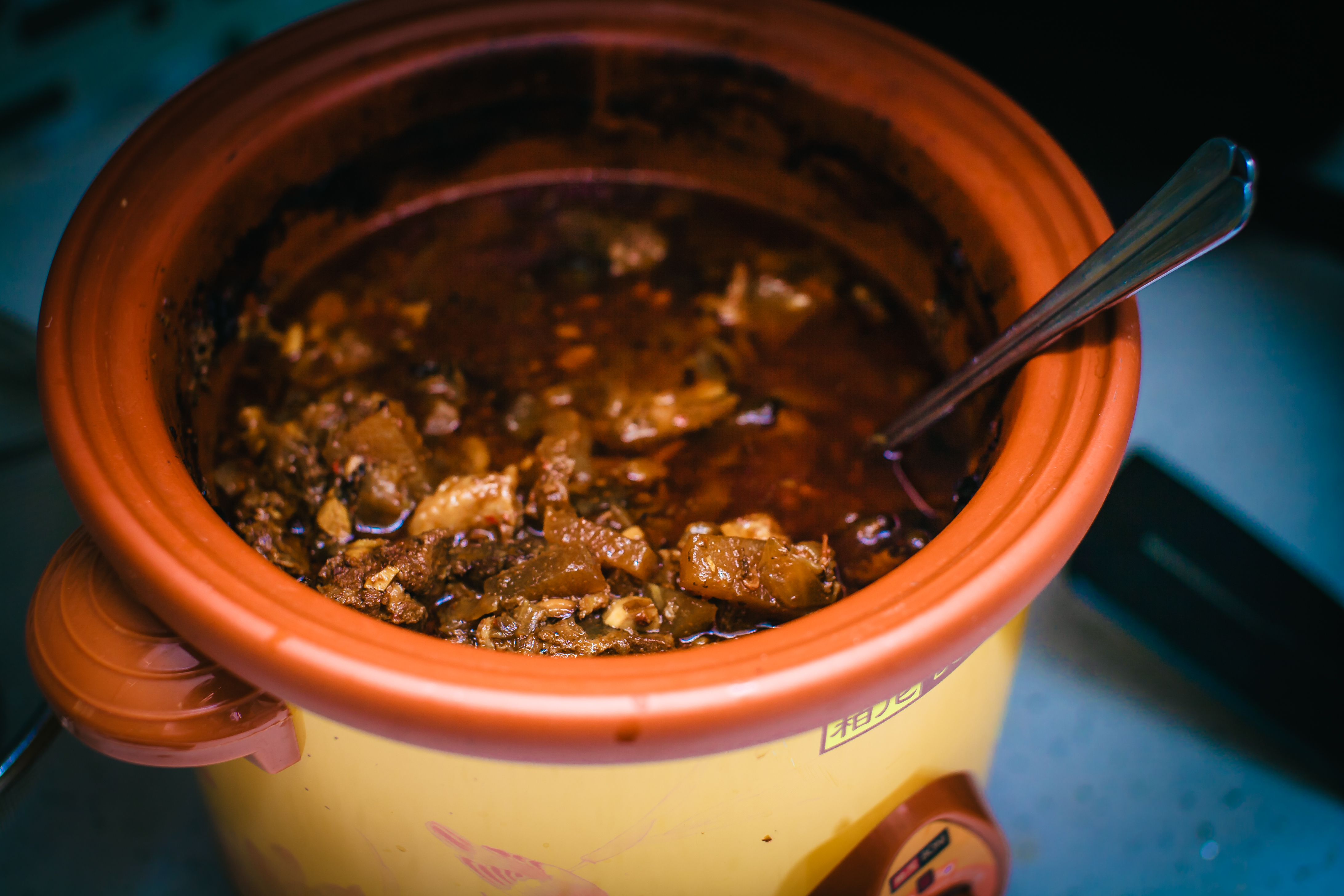
用燉豬肉燉煮的燉鍋中進一步的烹煮並使其變稠成滷汁。

滷，一种烹调方法。一般以醬油為主，佐以其他調味料及香料，製成滷汁（调味汁）。把主食材放入滷汁，長時間微火，至主食材入味，有趁熱食用，也有冷卻或冰鎮待收汁後再食用。滷汁擺放較久的時間通常味道更好。

## 相關成品
- 滷水：一種常見的滷汁
- 滷肉
- 滷味
- 滷蛋
- 鐵蛋
- 豬腳
- 滷肉飯
- 焢肉飯